# Szegedi vasúti Tisza-híd
Le Szegedi vasúti Tisza-híd (« pont ferroviaire de Szeged sur la Tisza ») est un  ancien pont ferroviaire situé à Szeged en Hongrie. Il franchit la Tisza.

## Historique
Le pont a été construit en 1858 par l'ingénieur Ernest Cézanne et par l'entreprise Ernest Goüin et Cie.
Il fut détruit en 1944 et non reconstruit.

## Galerie

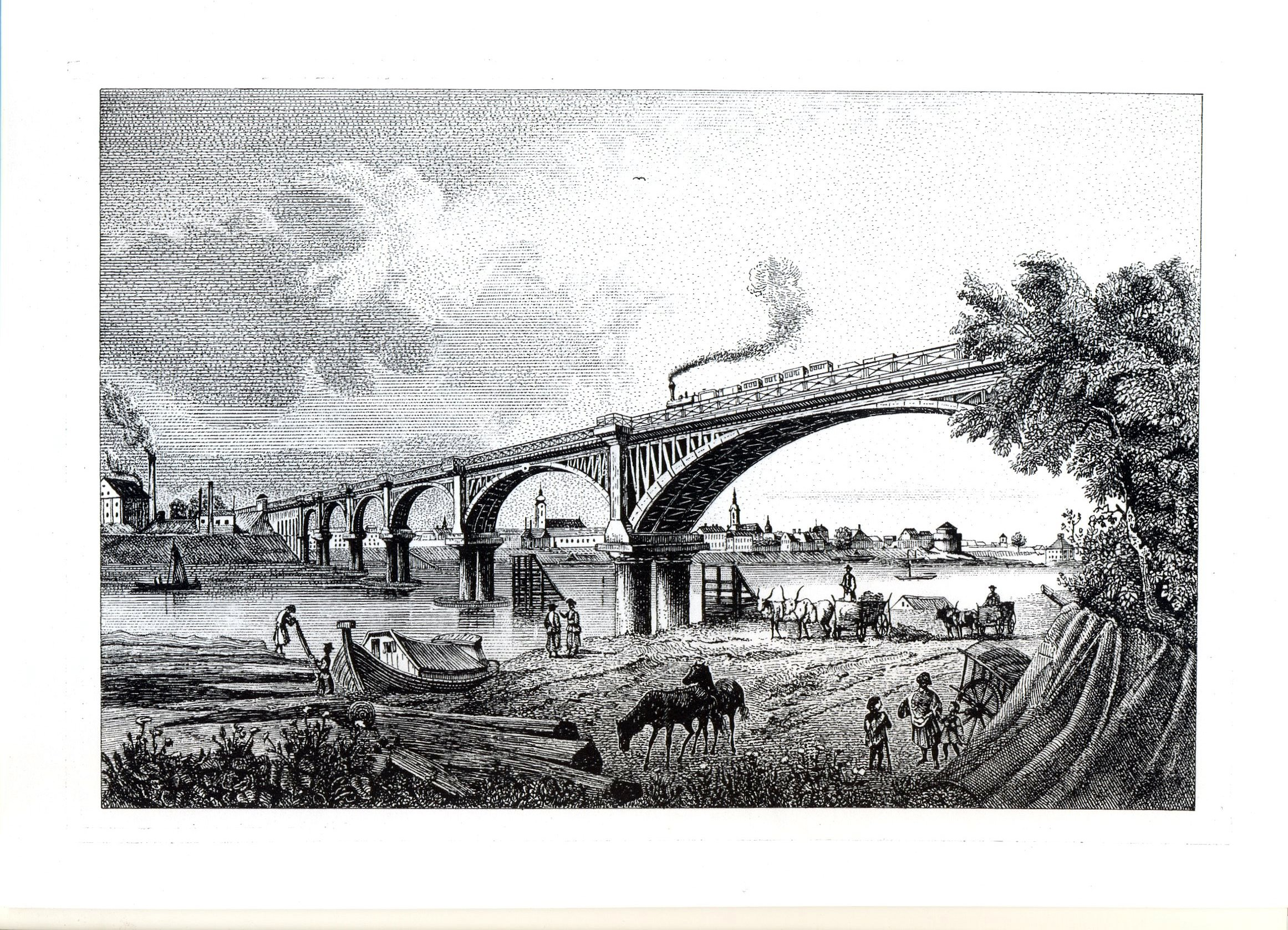
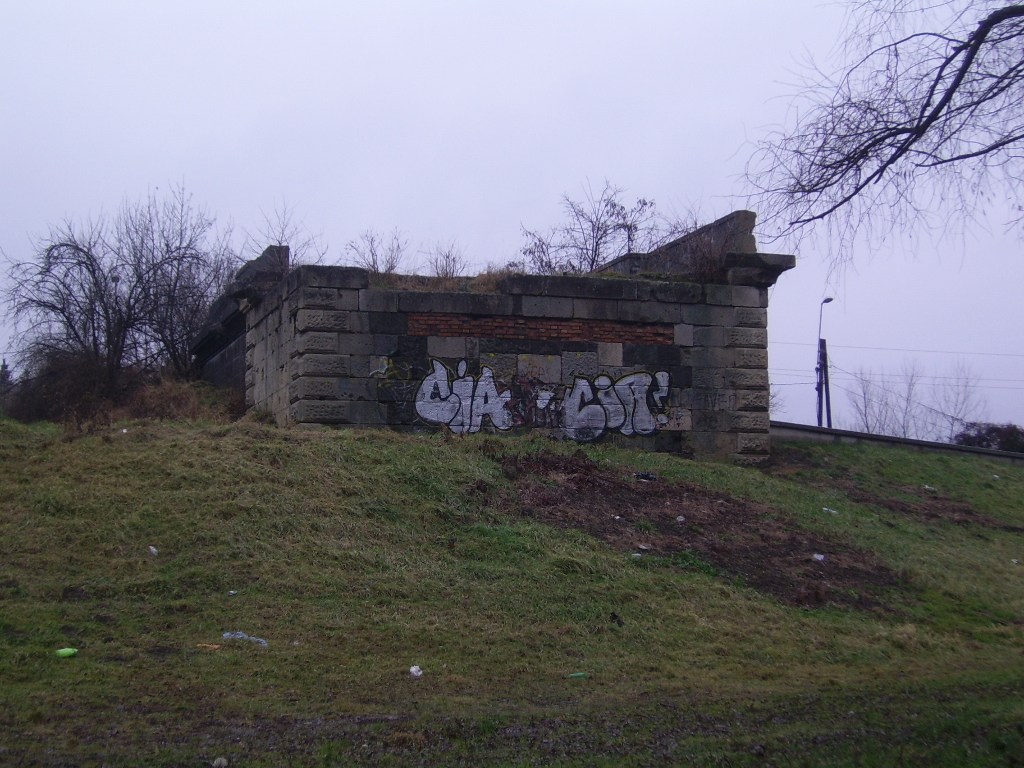
Restes du pont.
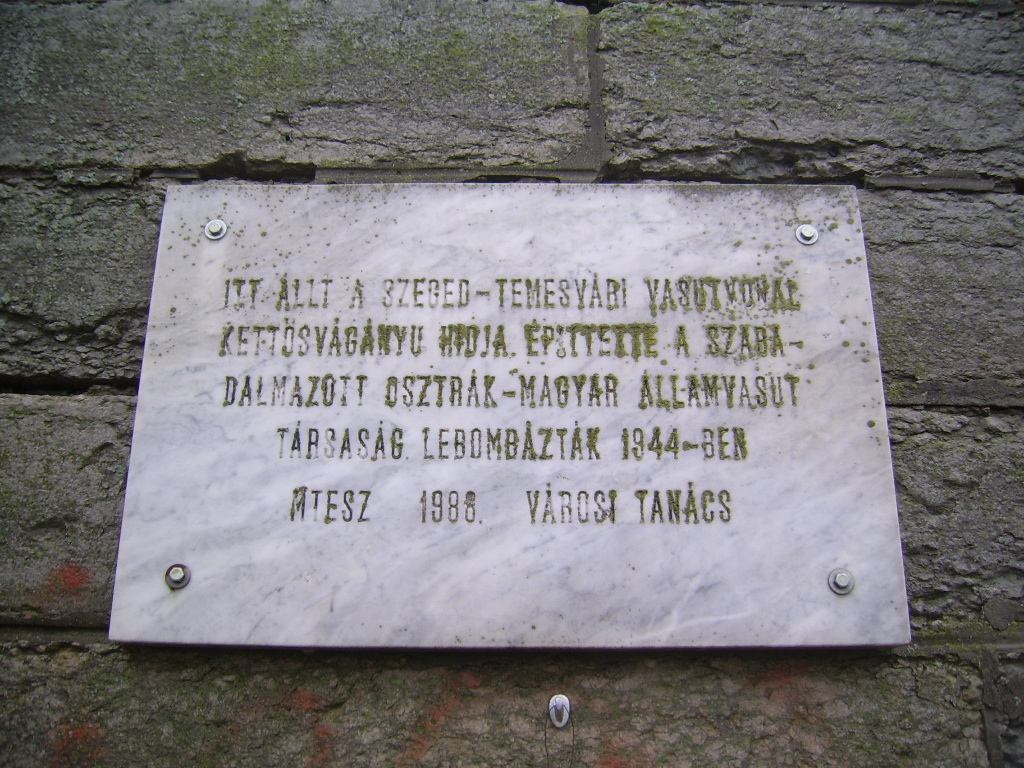
Plaque commémorative.